# 합성가스
합성가스(Syngas, synthesis gas)는 천연가스와 달리 인공적으로 만든 가스이다.

## 석탄 가스화
석탄에 고열을 가하면 고체, 액체, 기체 순서로 변하는데, 이렇게 만들어진 합성가스는 천연가스를 대체할 수 있다.
1999년 9월 7일 북한은 평안남도 안주의 남흥청년화학기업소에 북한 최초의 석탄 가스화 발전소를 완공했다. 이에 대해 한국 산업자원부는 석탄 가스화가 비효율적이라고 비판했다. 북한이 강성대국의 이정표, 비료의 자급자족 기틀 마련이라며 자랑하던 남흥청년화학기업소에서 2010년 4월 23일 대형 폭발사고가 발생해 30여명이 사망했다.
2006년 정세균 산업자원부 장관은 미국을 방문해 새뮤얼 보드먼 미국 에너지부 장관과 회담을 갖고 석탄 가스화 발전소 개발사업인 퓨처젠(FutureGen) 프로그램에 가입했다. 1천만 달러를 투자할 것이다.
2011년 말 두산중공업은 국내 첫 석탄 가스화 실증 플랜트를 수주하였다. 석탄가스화 기술은 세계적으로 5개 실증 플랜트만 운영될 정도로 아직 상용화되지 않은 고난이도 기술이다.

## 플라즈마 가스화
전 세계에는 막대한 쓰레기가 쏟아져 나온다. 이 쓰레기는 쓰레기 매립지 또는 쓰레기 소각장을 통해 처리한다. 쓰레기 소각은 쓰레기를 연소 시키는 것인데, 막대한 산소를 소모하고, 막대한 이산화탄소와 중금속 재를 분출해 지역주민들이 소각장 신설에 크게 반발한다.
그러나 쓰레기를 1만도의 초고열로 플라즈마화 시키면, 연소가 아니기 때문에 산소가 불필요하고, 쓰레기 자체가 바로 플라즈마 분자로 변환되어 이산화탄소나 중금속 재가 나오지를 않는다. 여기서 발생한 쓰레기 플라즈마 분자를 이용하면 합성가스를 같은 공장에서 동시에 만들 수 있고, 이 합성가스로 바로 발전을 할 수 있다.

## 같이 보기
- 천연가스
- 합성석유